# Carreró d'en Magí Carme
El Carreró d'en Magí Carme és una obra de Capellades (Anoia) inclosa a l'Inventari del Patrimoni Arquitectònic de Catalunya.

## Descripció
Edifici que fou propietat dels Marquesos de Claramunt.
Fortí de planta rectangular format per dos pisos d'arcades rodones sobre posades, a la planta s'hi troben el menjador, la cuina i una gran sala, i al pis les dependències de la casa.

## Història
Segons Busquets i Molas al segle xi va haver-hi una torre d'homenatge pels Abats de Sant Cugat i amb el temps aquesta torre va passar a ésser de senyals de guerra.
Dins de l'edificació, durant les obres d'accondicionament per convertir el solar en habitatge s'hi van trobar grisols de fondre ferro, pel que es pensa que devia haver-hi agut una ferreria dels Marquesos de Claramunt.
Està adossat a les restes de l'antiga muralla, de què devia formar part.